# Eden Ahbez
Eden Ahbez, nato George Alexander Aberle (Brooklyn, 15 aprile 1908 – Brooklyn, 4 marzo 1995), è stato un compositore, cantante e musicista statunitense degli anni quaranta e sessanta del Novecento, il cui stile di vita viene ritenuto un'anticipazione della cultura hippie, della ricerca spirituale e del pacifismo della controcultura degli anni '60.
Ahbez è diventato famoso per aver composto per Nat King Cole la canzone Nature Boy, salita al primo posto nelle classifiche Billboard e Cash Box per otto settimane nella primavera del 1948 e in seguito diventata uno dei successi dell'epoca. Da allora è stata eseguita da decine di artisti pop, rock, soul e jazz, da Frank Sinatra e Sarah Vaughan, a David Bowie e Lady Gaga.
Ahbez assunse uno stile di vita alternativo fin dalla fine degli anni quaranta, decenni prima che il movimento hippie lo rendesse comune; barba e capelli lunghi fino alle spalle, "pantaloni di juta, zoot suit e niente calzini", per un periodo visse accampato all'aria aperta sotto la prima L dell'insegna di Hollywood a Los Angeles, nutrendosi di frutta, verdura e noci e mantenendosi con tre dollari alla settimana.
Nonostante il successo e l'iniziale attenzione mediatica di cui fu oggetto, trascorse la sua vita in modo austero, dormendo in mezzo alla natura, girando a piedi o in bicicletta e mantenendosi ai margini della scena musicale, senza nutrire interesse per il denaro e per i beni materiali. Tali scelte di vita erano comuni a un gruppo di giovani, chiamati "Nature Boys", che ahbez conobbe quando si trasferì a Los Angeles; nella California degli anni '40 essi intendevano vivere secondo la filosofia del movimento tedesco "Lebensreform", promuovendo la coscienza ambientale, il vegetarianismo, l'agricoltura biologica e l'idea di un "ritorno alla natura".
Celebrità negli anni quaranta, ancora presente negli anni cinquanta sulla scena musicale e autore nel 1960 del suo unico LP da solista, Eden's Island, rivelatosi un fallimento, ahbez alla fine degli anni sessanta si ritirò dalla vita pubblica e venne presto dimenticato. Dopo la sua morte, avvenuta nel 1995, a seguito di un incidente stradale, alcuni studi, un documentario, la scoperta di numerosi spartiti da lui depositati nella Biblioteca del Congresso di Washington e di un progetto antologico su cui l'artista stava lavorando in privato da decenni, hanno riportato alla luce il suo lavoro e contribuito a far rinascere l'interesse per la sua figura artistica e il suo stile di vita.

## Biografia
George Alexander Aberle nacque a Brooklyn nel 1908 da George Philip Aberle, di origini ebraiche, impiegato nell'industria tipografica, e da Margaret Annie Mason. Al momento della nascita di George e della gemella Editha, gli Aberle avevano già nove figli; gli scarsi guadagni e l'impossibilità di sfamare l'intera famiglia, condussero i genitori a destinare tre dei figli più giovani e i due gemelli alle cure dell'orfanotrofio per bambini ebrei a Brooklyn.

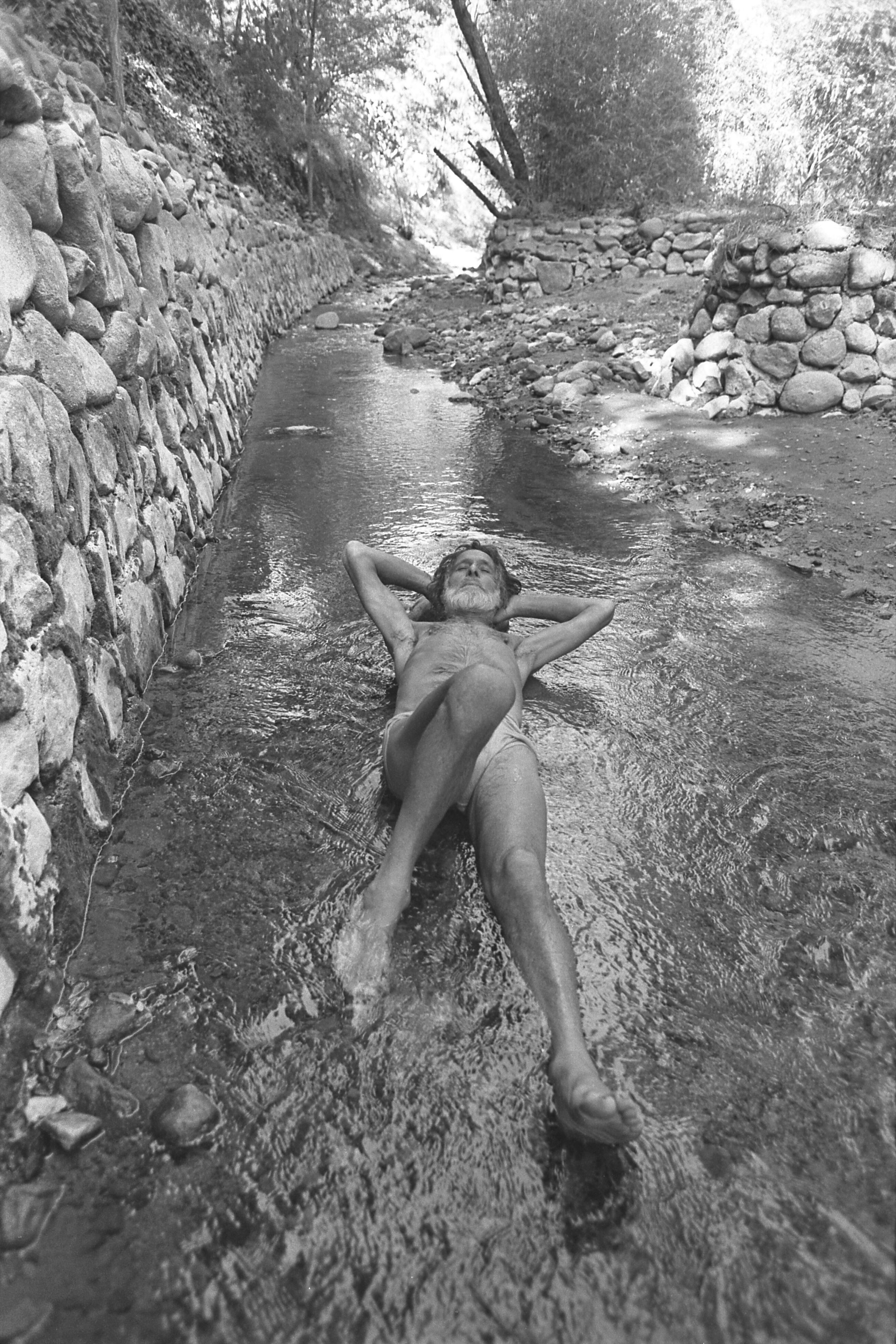
Gypsy Boots, uno dei Nature Boys di cui faceva parte eden ahbez negli anni quaranta

Nel gennaio 1917 quattro dei figli Aberle, tra cui George e la sorella Editha, vennero introdotti nel programma assistenziale detto "The Orphan Train", che prevedeva il trasferimento di bambini orfani dalle popolose città orientali degli Stati Uniti in famiglie di aree rurali del Midwest. I due gemelli vennero affidati e in seguito adottati dalla famiglia McGrew di Chanute, in Kansas, da cui acquisirono il nuovo cognome. Durante la loro adolescenza approfondirono le loro conoscenze musicali, presero lezioni di pianoforte e divennero in seguito musicisti di talento. Nei club e nei locali del posto George suonò, oltre al pianoforte, lo xilofono e il flauto e prese parte all'orchestra cittadina.
In alcune ricostruzione della sua vita, si racconta che George fosse nato con lo spirito da vagabondo, e che già all'età di quattordici anni avesse cominciato a viaggiare, utilizzando l'autostop o i treni merci, un girovagare che avrebbe poi contraddistinto la sua vita, portandolo ad attraversare gli Stati Uniti per circa otto volte. Durante queste traversate scriveva poesie e le metteva in musica intrufolandosi nelle chiese di notte.
Negli anni trenta si spostò a Kansas City, dove si esibì come pianista e direttore di una orchestra da ballo. Nel 1941 si trasferì a Los Angeles e visse con una coppia di immigrati tedeschi, John e Vera Richter, seguaci della filosofia naturista dei movimenti Lebensreform e del Wandervogel, che gestivano dal 1917 un piccolo negozio di alimenti biologici con annesso un ristorante vegetariano, l'Eutropheon.
George si unì ad un gruppo di giovani, chiamati "Nature Boys", raccolti intorno a questo locale, che sostenevano il vegetarianismo, la nudità, la liberazione sessuale, la medicina alternativa, la religione orientale e la vita a stretto contatto con la natura. Tra di loro vi era Gypsy Boots, scrittore e pioniere del fitness, che allora gestiva in Beverly Boulevard un negozio di alimenti naturali chiamato The Health Hut.
Durante questo periodo, George adottò il nome eden ahbez, scegliendo di scriverlo con lettere minuscole nella convinzione che solo le parole Natura, Dio, Felicità e Vita meritassero le maiuscole.
Autodefinitosi un "discepolo della meditazione silenziosa e della vita ascetica", scelse di vivere all'aperto, in un "campeggio permanente" sotto la scritta di Hollywood, tenendo lezioni di misticismo in Hollywood Boulevard, praticando yoga e seguendo una dieta vegetariana a base di frutta e noci.
Nel 1947, un mese dopo averla conosciuta, sposò con una cerimonia in un frutteto Anna Jacobson, sorella di Al Jacobson, pioniere dell'alimentazione sana e fondatore delle patatine biologiche Garden of Eatin'; il 9 ottobre 1948 nacque il loro figlio, Tatha Om Ahbez. Vissero insieme senza mai avere una casa, dormendo all'aperto nel loro sacco a pelo; tra i posti in cui soggiornarono più spesso, oltre alla collina di Hollywood, vi erano le grotte del Tahquitz Canyon vicino a Palm Springs, i cortili di amici a Topanga Canyon, Sunland e Los Angeles.
In un'intervista a Life Magazine affermò: "Sembro pazzo ma non lo sono. E la cosa divertente è che le altre persone non sembrano pazze ma lo sono".

## Carriera
A magic day he passed my way

And while we spoke of many things

Fools and kings

This he said to me

The greatest thing you’ll ever learn

Is just to love and be loved in return»
un giorno magico lui passò sulla mia strada

E mentre parlavamo di tante cose

di pazzi e di re

mi disse questo

La cosa più grande che tu possa imparare

è amare e lasciarti amare»
(eden ahbez, Nature Boy, 1947)

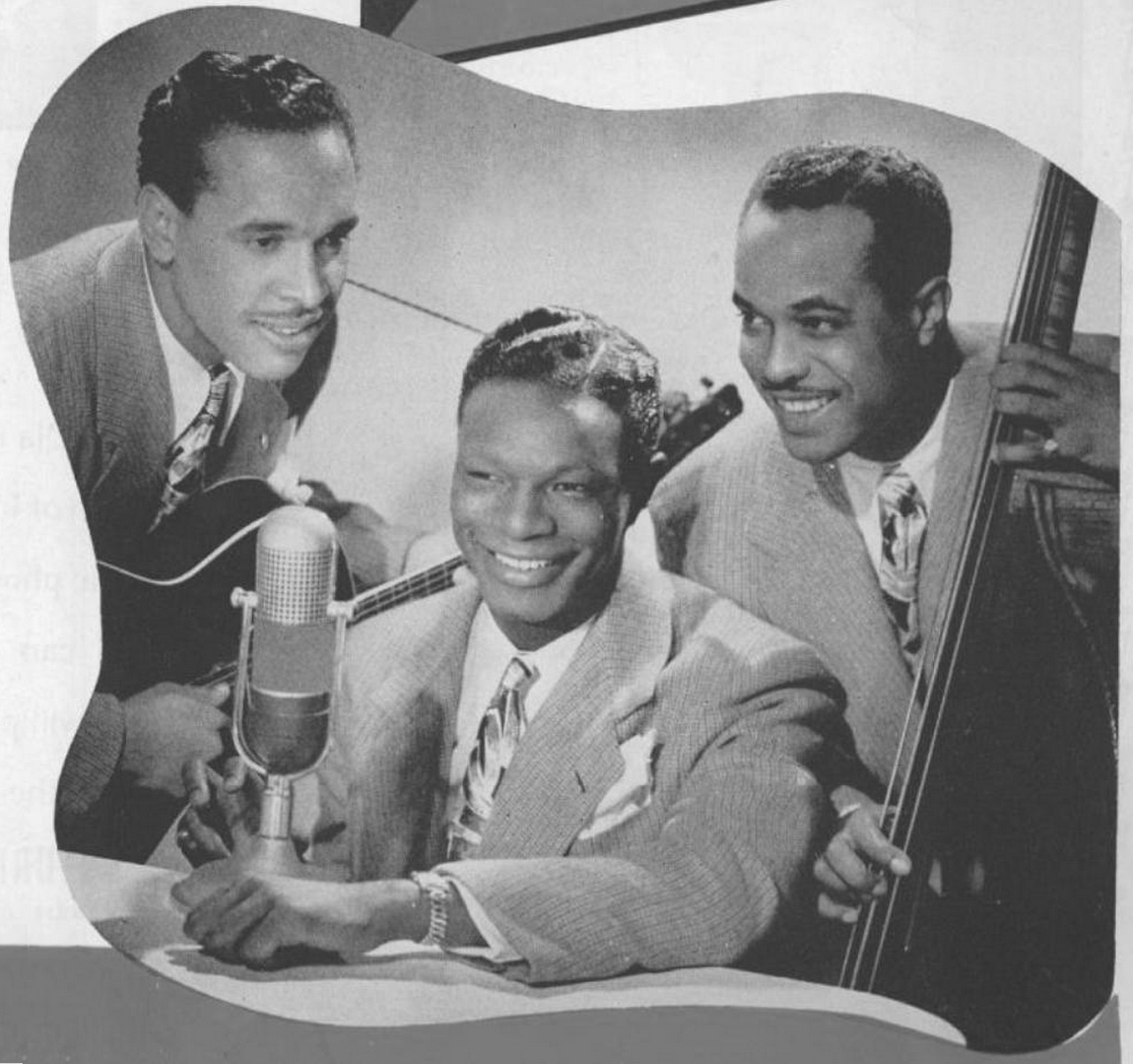
Nat King Cole Trio Billboard, 1944

Nel 1947, durante un concerto di Nat King Cole al Lincoln Theatre, dietro le quinte eden ahbez chiese di poter parlare con il cantante, ma non venne preso in considerazione, forse per il suo aspetto dimesso; dopo aver insistito, riuscì a convincere un dipendente, Otis Pollard, a consegnare a Cole, da parte sua, gli spartiti di una canzone che aveva composto, Nature Boy. Dopo che il brano riscosse un grande successo quando fu presentato negli spettacoli dal vivo, Cole cercò di rintracciarne l'autore, di cui nessuno aveva più traccia, per poter procedere alla sua registrazione.
Ahbez fu trovato mentre viveva sotto l'insegna di Hollywood e divenne il centro della frenesia dei media quando la versione di Cole di Nature Boy salì al primo posto nelle classifiche di Billboard e Cash Box e vi rimase per otto settimane consecutive durante l'estate del 1948, vendendo quasi un milione di dischi nel primo mese. Registrata ad un anno dall'esordio, perché la casa discografica - Capital Records - nutriva dubbi sul suo successo, e presentata per cautela sul lato B di un singolo, conquistò inaspettatamente il pubblico e lanciò Cole come artista solista. Una canzone tenera, malinconica e pacifista divenne il singolo più venduto dell'anno, nel periodo di "inizio della guerra fredda e della purga anticomunista".
Non è chiaro a cosa si riferisse la canzone, a chi fosse dedicata. Il suo titolo, Nature Boy, non compare mai all'interno del brano; il narratore parla di "un ragazzo molto strano, un sognatore" che viaggiò molto lontano "per terra e per mare, un po’ timido, con gli occhi tristi, ma era molto saggio", e che quando lo incontrò gli disse che la cosa più grande che aveva imparato era "semplicemente amare ed essere amato". In alcune interviste ahbez sostenne che era la sua autobiografia, in altre che parlava dell'amico Gypsy Boots, altri ancora sostengono fosse un omaggio al suo mentore William Pester, detto "l'eremita di Palm Springs ", che lo avrebbe influenzato nell'adottare la filosofia tedesca Naturmensch e e Lebensreform.
Inesperto e incurante di questioni finanziarie, Ahbez ricevette solo il 12,5̥% dei guadagni derivanti dai diritti della canzone: ancora prima che Nat Cole la registrasse, Irving Berlin, famoso cantautore ma anche "astuto editore musicale di opere altrui", ne aveva acquistato il 50% dei diritti; l'organizzazione di Cole prese un ulteriore 25̥%. Del rimanente 25%, ahbez regalò il 12,5% ad Otis Pollard, il dipendente di Cole cui aveva chiesto di consegnare lo spartito.
Dopo il successo ottenuto con Nature Boy, Ahbez fu intervistato da Newsweek, Time e Life, in cui venne descritto come "uno studente di yoga barbuto e scalzo" e partecipò ad uno show televisivo a New York, We The People, trasmesso anche per radio, in cui venne presentato per la prima volta a Nat King Cole. Quella notte raccontò di aver alloggiato "nel miglior hotel della città, Central Park".
Nel 1948 Nature Boy venne usata come sigla per il film The Boy with Green Hair, e il suo autore fu accreditato come compositore della canzone nei titoli di apertura del film.
Intervistato dal Los Angeles Times, alla domanda su cosa avrebbe fatto con i proventi della canzone, rispose che avrebbe "messo i soldi da qualche parte dove non posso arrivare".
Nel 1949 Ahbez scrisse un'altra canzone per Cole, Land of Love (Come My Love and Live with Me), che fu anche ripresa da Doris Day e The Ink Spots.
Nel giro di un anno o due, tuttavia, l'attenzione dei mass media si esaurì e ahbez scomparve dalla vista del pubblico.

### Anni cinquanta

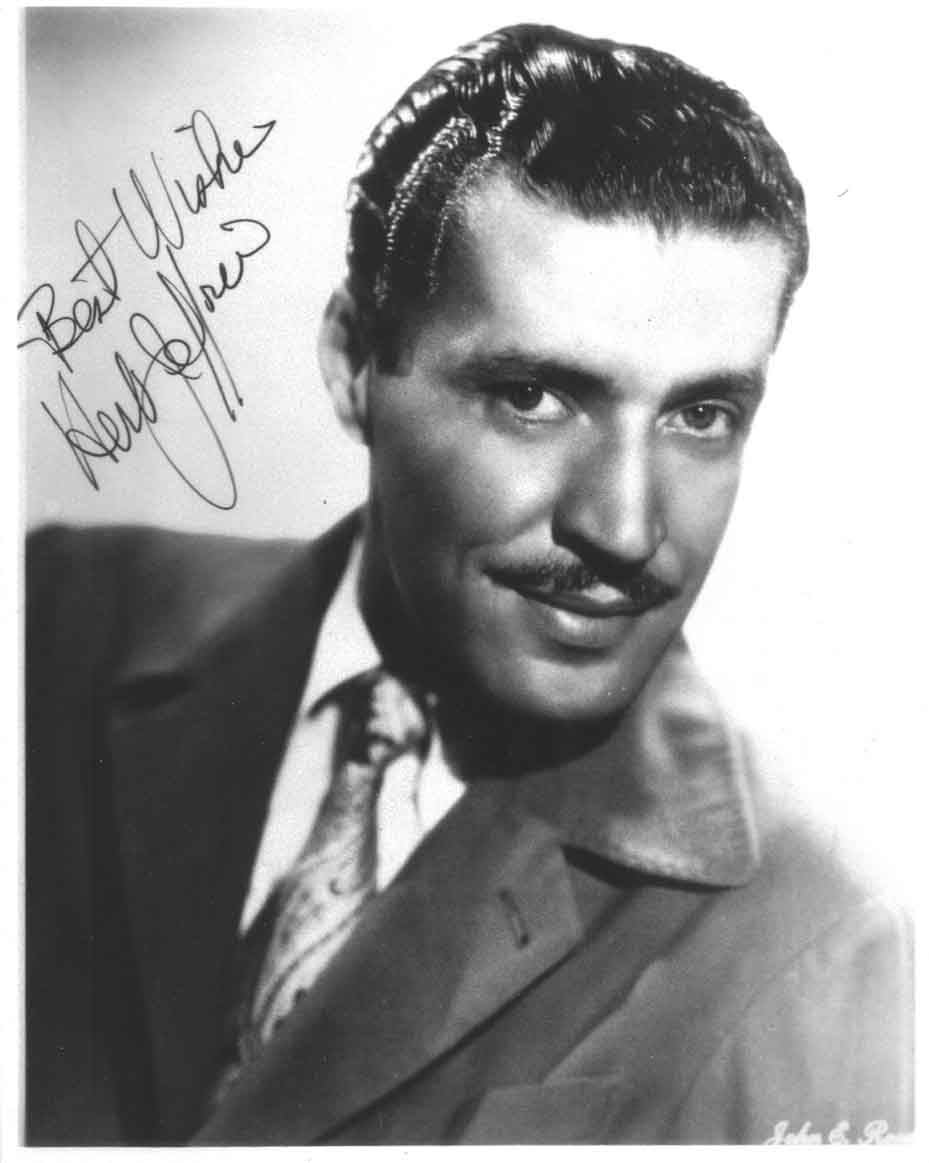
Herb Jeffries

Nel 1951 il musicista dovette affrontare un'azione legale quando il compositore Herman Yablokoff sostenne che Nature Boy era stata copiata da una melodia yiddish del 1935, Schweig Mein Hertz ("Stai calmo, cuore mio"), tratta dal suo musical Papinrosn. Ahbez ammise che avrebbe potuto essere stato inconsciamente ispirato dalla canzone, che tuttavia era di pubblico dominio. Il caso fu risolto con un accordo extragiudiziale a seguito del quale Yablokoff ottenne un cospicuo risarcimento in denaro. Secondo altri, la frase melodica in questione ricalcava il secondo movimento del Quintetto per Pianoforte, Op.81 di Antonin Dvořák.
Lavorò strettamente anche con il musicista jazz e attore Herb Jeffries e nel 1954 i due collaborarono ad un album studio, The Singing Prophet, che includeva l'unica registrazione di Nature Boy Suite in quattro parti di ahbez; il ciclo di canzoni di 14 minuti, The Legend of Nature Boy, sviluppava la storia del personaggio "che vagava sulla terra alla ricerca di Dio, solo per trovarlo nel suo cuore". L'album fu poi pubblicato nuovamente con il titolo Echoes of Eternity. Nella metà degli anni cinquanta scrisse canzoni per Hoagy Carmichael, Eartha Kitt, Frankie Laine e altri, oltre a scrivere alcune canzoni rock-and-roll innovative.
Nel 1957 la sua canzone Lonely Island venne registrata da Sam Cooke e divenne la seconda e ultima composizione di Ahbez a raggiungere la Top 40.
Nel 1959 iniziò a registrare musica strumentale, che combinava i suoni cupi distintivi con arrangiamenti esotici. Spesso ahbez si esibiva in concerti con bongo, flauto e recitazione di poesie in alcuni locali beat nell'area di Los Angeles. 

### Anni sessanta
Nel 1960 registrò il suo unico LP da solista, Eden's Island, per la Del-Fi Records, che intendeva evocare un'utopia immaginaria, un'isola del Pacifico, con suoni delle onde e del vento, gabbiani, e flauti rilassanti, in cui le persone potevano sentirsi libere. Il disco mescolava una serie di monologhi, poesia beatnik, accompagnati da flauti e marimba, nel nuovo genere musicale chiamato exotica lanciato da maestri come Martin Denny e Arthur Lyman, che fondeva "il jazz con il latino e le trappole percussive "tiki". Ahbez promosse l'album attraverso un tour a piedi da costa a costa facendo apparizioni personali, ma non riscosse molto successo: ne vennero vendute solo 500 copie.
Nel 1963 sua moglie, Annette Jacobson, morì di leucemia, all'età di 47 anni.
Durante gli anni '60 pubblicò cinque singoli. Nel 1966 la band di Grace Slick, The Great Society, registrò una versione di Nature Boy e all'inizio del 1967 ahbez venne fotografato in studio con Brian Wilson dei Beach Boys durante una sessione per l'album Smile.
Nel 1968 Paul McCartney scrisse Mother Nature's Son, compresa nel White Album dei Beatles, sotto l'influenza diretta della versione di Nature Boy di Nat King Cole.
Le apparizioni di ahbez si fecero in seguito più rare, e il musicista scomparse completamente dalla vita pubblica, anche se non smise mai di registrare; tra il 1961 e il 1963 protesse con il copyright centinaia di manoscritti delle sue canzoni, depositati presso la Biblioteca del Congresso.

### Anni settanta
Nel 1971 uscì un singolo di ahbez, Divine Melody, prodotto da Dave De La Vega. In quello stesso anno il musicista venne colpito da un altro lutto, quello del figlio Zoma (nato Tatha Om Ahbez) che fu trovato morto, all'età di 22 anni, riverso in un lago, in circostanze controverse (tra le ipotesi, si parlò di overdose e di suicidio).
Negli anni '70 Alex Chilton fondatore dei Big Star registrò una versione di Nature Boy con il fotografo William Eggleston al pianoforte. La canzone fu in seguito pubblicata come traccia bonus nella riedizione del 1992 dell'album Third/Sister Lovers.
Tom Waits ha dichiarato di aver ricevuto un passaggio dal compositore, che si presentò come Eden Ahbez, autore di Nature Boy, a bordo di un vecchio pulmino Volkswagen, mentre faceva l'autostop nel sud della California, un giorno del 1972.
Nel 1974 si è supposto che Ahbez vivesse nel sobborgo di Sunland a Los Angeles, e che possedesse un'etichetta discografica chiamata Sunland Records, per la quale registrava sotto il nome di Eden Abba.
Secondo Brian Chidester, lo studioso e regista del primo documentario su ahbez, in corso di produzione, il compositore avrebbe continuato a lavorare per decenni, privatamente, ad un progetto antologico intitolato Scripture of the Golden Age, in parte composto da riedizioni delle sue canzoni degli anni sessanta, unite ad altre registrate negli anni '70 con il produttore John Greek e a brani inediti.

### Anni ottanta-novanta
Negli anni ottanta ahbez proseguì a lavorare nel suo progetto Scripture of the Golden Age, coinvolgendo Joe Romersa, un ingegnere del suono e batterista, e il musicista e cantautore Rob Mackenzie, che nel 1990 entrò come chitarrista nella rock band Sha-Na-Na, e che all'epoca aveva un piccolo studio di registrazione nella sua casa di Los Angeles.
Dal 1988 circa, alla fine del 1994, con l'obbiettivo di terminare l'album, che doveva essere accompagnato da un libro con lo stesso titolo, nel quale ahbez avrebbe riassunto la sua filosofia di vita, Romersa concluse l'arrangiamento di diversi brani, iniziò la produzione di altri, realizzò moltissimi demo e registrò conversazioni/letture delle numerose poesie e aforismi del musicista/autore.
Dai suoi ricordi, risulterebbe che Ahbez in quegli anni dividesse il suo tempo principalmente tra Los Angeles e la zona desertica della California attorno a Palm Springs.

### Morte
Il lavoro venne interrotto dalla morte di ahbez, avvenuta il 4 marzo 1995, all'età di 86 anni, a seguito delle ferite riportate in un incidente d'auto nella zona di Palm Springs.
Il progetto e il materiale di Scripture of the Golden Age sono diventati oggetto di un conflitto legale tra gli eredi di David Janowiak (morto nel 2011), fiduciario del patrimonio del cantautore e nominato nel testamento supervisore editoriale della produzione di ahbez, e Joe Romersa, a cui sono state lasciate le registrazioni vere e proprie.

### Echoes from Nature Boy(1995)
Poco dopo la sua morte, nel novembre 1995, David Janowiak ha pubblicato il CD Echoes from Nature Boy che includeva tre registrazioni di ahbez degli anni '70 (Nature Girl, Anna Was Mine, The Path), due degli anni '80 (Once There Was a Girl, As the Wind), un demo tape la cui data è sconosciuta (No Bums Allowed) e cinque nuove registrazioni di composizioni di ahbez, prodotte da Scott Seely ed eseguite dal chitarrista Buddy Merrill, della Lawrence Welk Orchestra.

### Nuovi studi e pubblicazioni
All'inizio del XXI secolo, rompendo la cortina che copriva il ricordo di ahbez, lo studioso d'arte e giornalista statunitense Brian Chidester ha avviato delle ricerche sulla vita e la produzione musicale dell'artista. Nel 2005 ha diretto un breve documentario su ahbez per la serie TV della BBC The Secret Map of Hollywood; nel 2014 e nel 2016 ha prodotto due album di compilation di brani composti dal cantautore, in parte inediti, risalenti alla fine degli anni '50-inizio anni '60:The Exotic World of Eden Ahbez (2014) e Wild Boy: The Lost Songs of Eden Ahbez (2016).
È in fase di produzione il film documentario sull'autore di Nature Boy, As the Wind, the enchanted life of eden ahbez, codiretto da Brian Chidester e John Winer, che intende fare luce sul motivo della scomparsa culturale di questo autore, ritenuto "un'importante voce perduta nella storia dell'arte e della musica del XX secolo, e una figura di notevole rilevanza in questo periodo di crescente disuguaglianza, di tecnologia fuori controllo, di pericolo ambientale e di riemersione di stili di vita alternativi."
Il film si basa su interviste e ricordi delle persone ancora in vita che hanno lavorato con lui, e su materiali dello stesso ahbez, come lettere, foto, poesie e musica inedita, oltre a spezzoni delle sue rare apparizioni radiofoniche e televisive.

## Discografia
- 1960: Eden's Island
- 1995: Echoes from Nature Boy